# Rivas (Zaragoza)
Rivas es una localidad del municipio de Ejea de los Caballeros, en la provincia de Zaragoza.

## Historia
Rivas se conoce como el pueblo más antiguo de Ejea de los Caballeros. Al parecer, era un poblado creado por todos aquellos que intentaban comenzar una vida alrededor de Ejea, durante la conquista cristiana de esta villa en el año 1105; aunque hasta 1110, no se mencionó por primera vez la torre de "Arripas", nombre con el que se conocía a Rivas en esa época, en aragonés medieval.
Situado a 4 kilómetros de Ejea, Rivas era una de las torres defensivas del mismo durante los ataques musulmanes, y quien hoy en día ejerce como municipio. Se han encontrado documentos del año 1399, en los que ya se nombra a Rivas como barrio de Ejea.
En 1872, se construyó el pantano de San Bartolomé con el fin de beneficiar a las tierras colindantes con agua, para poder cultivar. Rivas fue y sigue siendo en la actualidad, uno de los pueblos beneficiados por esta construcción.
Rivas, cuenta con una superficie de 18 km² a 350 metros sobre el nivel del mar y donde habitan aproximadamente 500 personas.
Rivas contiene una iglesia que data del siglo XIII, llamada Iglesia de San Miguel Arcángel, en honor a dicho santo.

## Asociaciones
- Asociación cultural recreativa San Miguel
- Asociación musical "La Armónica"
- Agrupación deportiva Rivas Fútbol (A.D. Rivas)
- Club Amistad Juventud de Rivas
- Asociación de mujeres Nuestra Señora de los Ángeles
- Asociación de Vecinos San Vitorian

## Fiestas
Las fiestas de Rivas, se celebran del 3 al 6 de enero en honor a San Vitorian, aunque las fiestas mayores transcurren del 20 al 24 de agosto.